# 基靈利 (康乃狄克州)
基靈利（英語：Killingly）是一個位於美國康乃狄克州溫德姆縣的城鎮。

## 地理
基靈利的座標為41°49′53″N 71°51′01″W / 41.83139°N 71.85028°W，而該地的平均海拔高度為137米（即449英尺）。

## 人口
根據2010年美國人口普查的數據，基靈利的面積為129.50平方千米，當中陸地面積為125.70平方千米，而水域面積為3.80平方千米。當地共有人口17386人，而人口密度為每平方千米134.25人。